# Hanna Siniora
Hanna Siniora, né le 6 novembre, 1937 est un homme politique palestinien de confession chrétienne.
Pharmacien de formation, il dirige à Jérusalem-Est le journal al-Fajr de 1974 à 1993. 
En 1986, il est le premier palestinien à rencontrer le secrétaire d'État aux Affaires étrangères américain George Shultz. Il est à l'origine du plan Siniora en 1988. Il est membre depuis 1990 du Conseil national palestinien. Il est nommé conseiller de la délégation palestinienne lors de la Conférence de Madrid de 1991. 
Il est le président de la chambre de commerce palestino-européenne depuis 1989.